# Westerkerk (Rotterdam)
Pour les articles homonymes, voir Westerkerk.
La Westerkerk (en français, église de l'ouest) est une ancienne église protestante de Rotterdam, construite en 1870 et détruite lors du bombardement de Rotterdam le 14 mai 1940.

## Histoire
La Westerkerk est construite sur des plans de l'architecte J. A. Jurriaanse. La tour est de style néo-gothique, la façade et les murs latéraux sont de style néo-roman et l'intérieur évoque le style baroque d'autres églises protestantes néerlandaises du XVIIe siècle, notamment la Nieuwe Kerk de Haarlem.
L'Église réformée néerlandaise lance un appel d'offres le 28 décembre 1867, remporté par l'architecte G. Key. Le 12 juin 1868, la première pierre est posée, et l'inauguration de l'édifice se déroule le dimanche de Pentecôte 1870. Le pasteur W. Th. van Griethuysen choisit comme lecture biblique Matthieu 21, v.13 : « Il est écrit: ma maison sera appelée une maison de prière ».
Lors du bombardement de Rotterdam, 14 mai 1940, l'église subit des dommages irréparables, tout comme l'église proche Zuiderkerk. Ces deux églises sont remplacées, en 1960, par la Pauluskerk, rue Mauritsweg.

## Galerie

Westerkerk (Rotterdam)
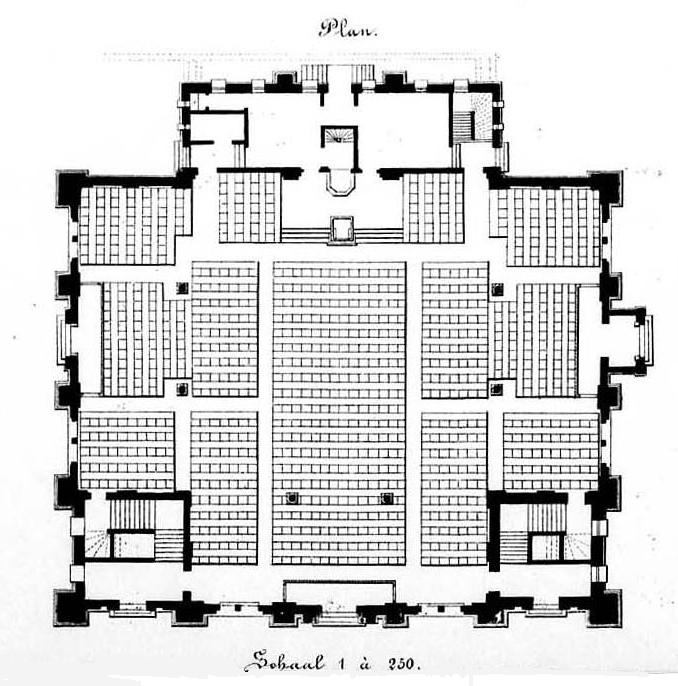
Plan de l'église (1867)
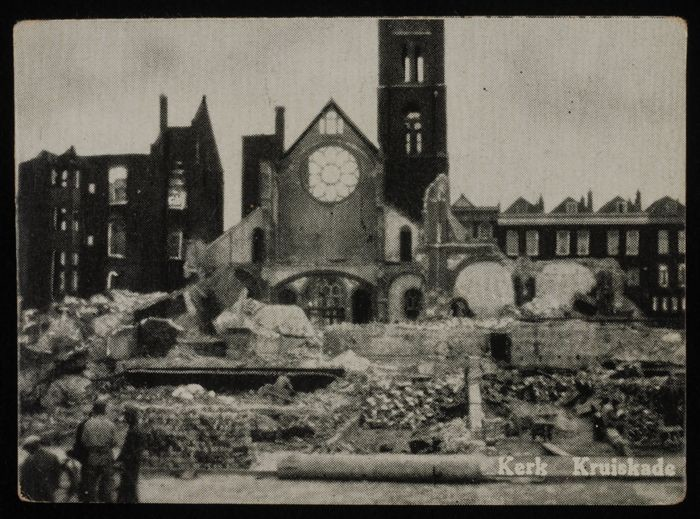
Les ruines de l'église (1940)